# Futbol a Costa d'Ivori
El futbol és l'esport més popular a Costa d'Ivori.
La selecció nacional es proclamà campiona d'Àfrica el 1992. L'any 2006 participà en la Copa del Món de futbol d'Alemanya i el 2015 guanyà la seva segona Copa d'Àfrica.

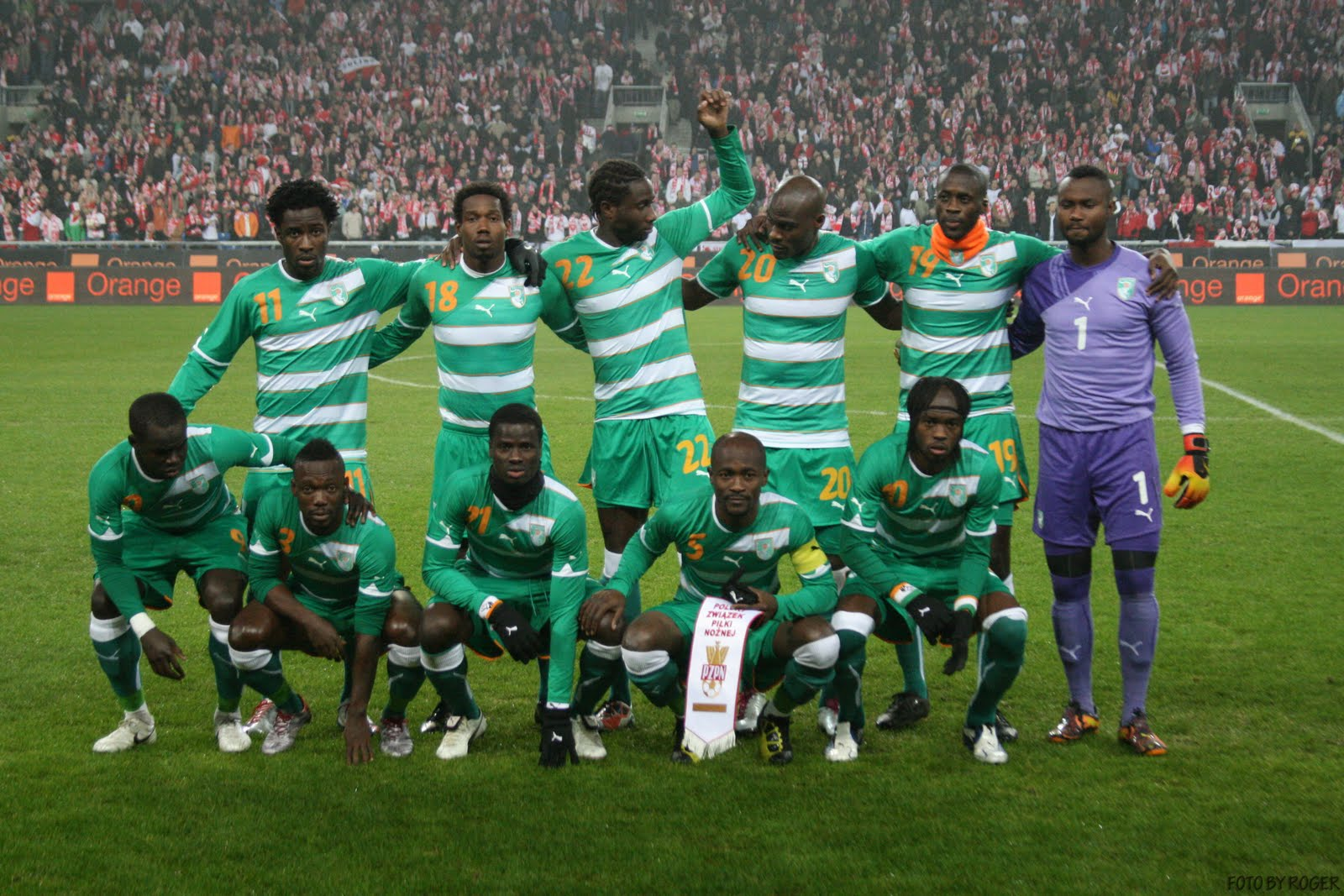
Costa d'Ivori el 2010.

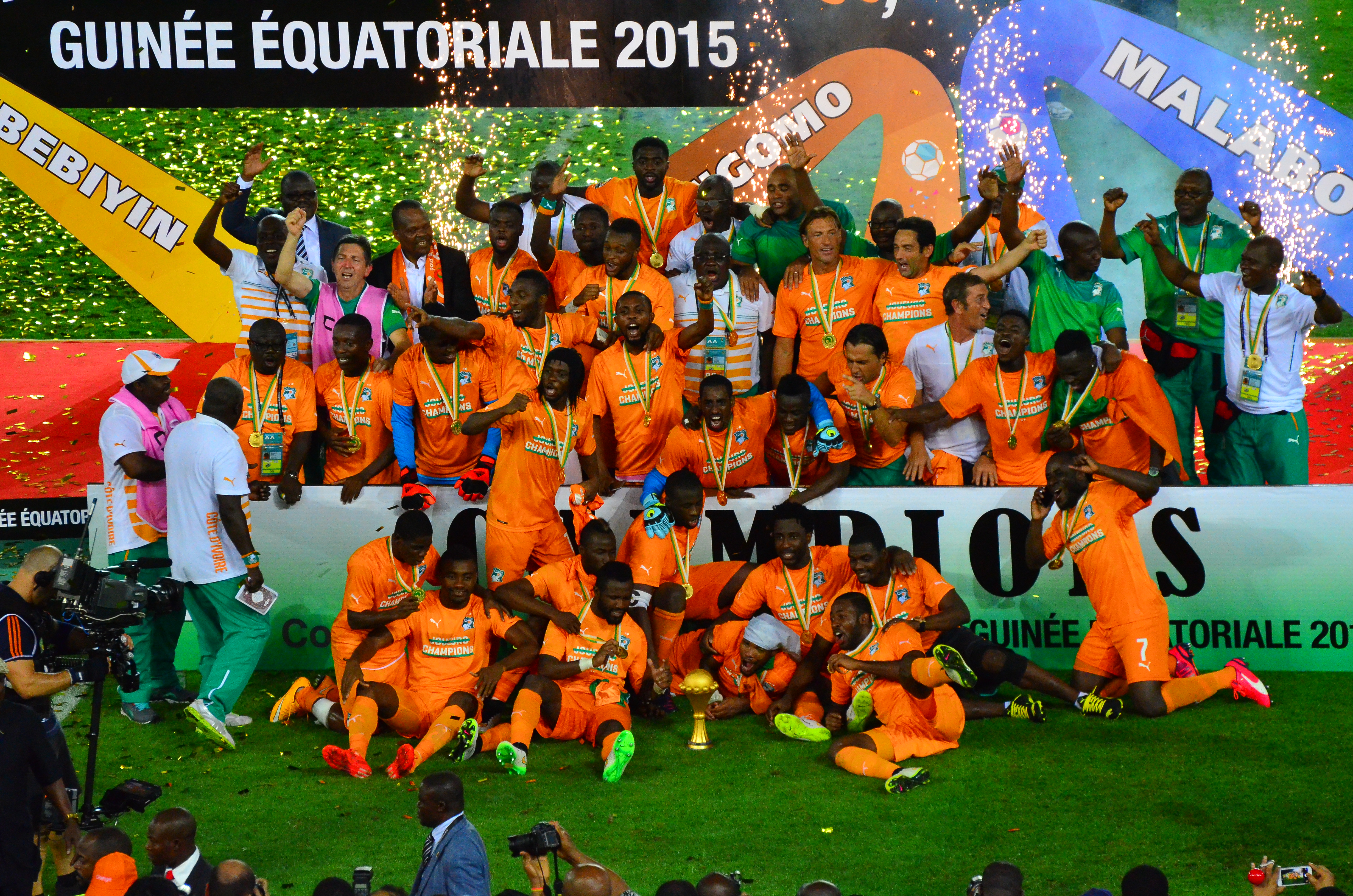
Costa d'Ivori campiona d'Àfrica el 2015.

## Competicions
- Lligues:
  - Ligue 1
  - Ligue 2
  - Championnat D3
- Copes:
  - Copa ivoriana de futbol
  - Copa de la Lliga ivoriana de futbol
  - Copa Houphouët-Boigny

## Principals clubs
Clubs amb més títols nacionals a 2019.
- ASEC Mimosas
- Africa Sports
- Stade d'Abidjan
- Stella Club d'Adjamé
- Séwé Sport
- AS Tanda
- SC Gagnoa
- SO Armée

## Jugadors destacats
Fonts:
Des de 1960
- Joseph Bléziri
- Jean Keita
- Henri Konan
- Yoboué Konan
- Eustache Manglé

Des de 1970
- Laurent Pokou
- Ernest Kallet Bialy
- Jean-Baptiste Akassou Akran

Des de 1980
- Youssouf Fofana
- Pascal Miézan

Des de 1990
- Cyril Domoraud
- Alain Gouaméné
- Tchiressoua Guel
- Serge Maguy
- Joël Tiéhi

Des de 2000
- Ibrahima Bakayoko
- Boubacar Barry
- Arthur Boka
- Didier Drogba
- Emmanuel Eboue
- Abdoulaye Méïté
- Siaka Tiéné
- Kolo Touré
- Yaya Touré
- Didier Zokora

Des de 2010
- Serge Aurier
- Wilfried Bony
- Seydou Doumbia
- Gervinho
- Salomon Kalou

## Principals estadis

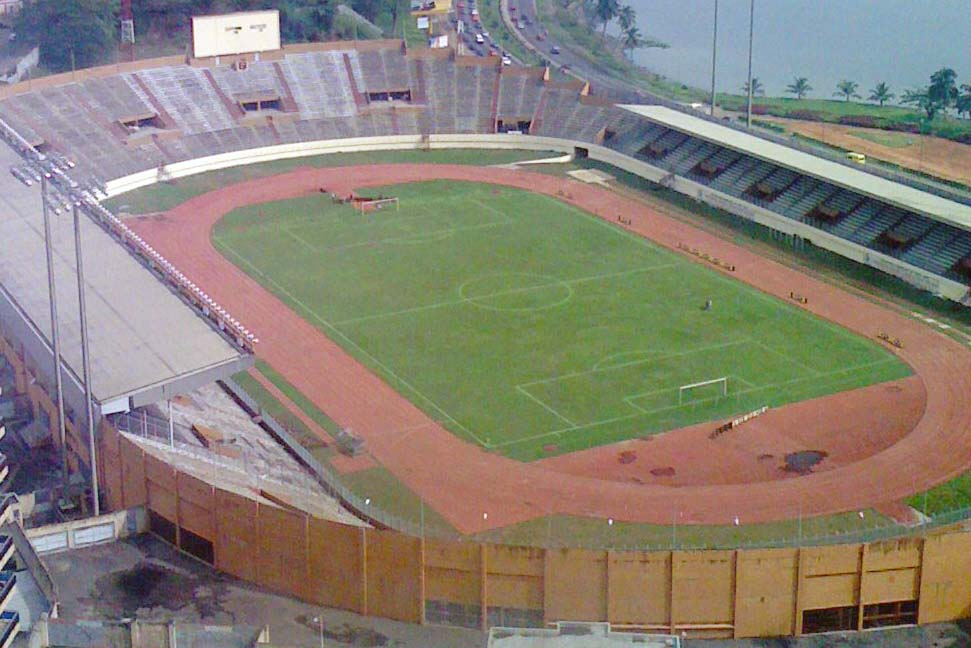
Estadi Félix Houphouët-Boigny.

| # | Estadi                              | Capacitat | Ciutat       |
| - | ----------------------------------- | --------- | ------------ |
| 1 | Estadi Nacional de la Costa d'Ivori | 60.000    | Abidjan      |
| 2 | Estadi Félix Houphouët-Boigny       | 45.000    | Abidjan      |
| 3 | Estadi de Bouaké                    | 35.000    | Bouaké       |
| 4 | Estadi de Yamoussoukro              | 20.000    | Yamoussoukro |
| 5 | Estadi de San Pédro                 | 20.000    | San-Pédro    |
| 6 | Estadi de Korhogo                   | 20.000    | Korhogo      |
| 7 | Estadi Municipal d'Abidjan          | 10.000    | Abidjan      |
| 8 | Estadi Municipal de Bouna           | 10.000    | Bouna        |